# Ctenus
Ctenus é um gênero de aranhas errantes abundante em florestas tropicais da América do Sul e da África. É um gênero da subfamília Cteninae pertencente à família Ctenidae da ordem Araneae do filo dos artrópodes. O gênero Ctenus contém o maior número de espécies descritas e conta atualmente com mais de 240 espécies, com distribuição mundial. Aranhas errantes da família Ctenidae, e o gênero Ctenus em particular, devido à sua abundância, têm recebido crescente interesse como bioindicadores de qualidade ambiental e como modelos para estudos de fatores que afetam a abundância de invertebrados predadores em florestas tropicais na África e na América do Sul. As espécies C. amphora, C. crulsi, C. manauara e C. villasboasi coexistem na serapilheira do chão na floresta de terra firme da Amazônia Central, mas suas abundâncias absolutas e relativas variam bastante dentro e entre diferentes habitats da floresta.